# Demetrio Fernández González
Demetrio Fernández González (El Puente del Arzobispo, 15 de fevereiro de 1950) é um bispo católico espanhol, atual bispo de Córdoba.
Em 22 de dezembro de 1974, Demetrio Fernández González recebeu o Sacramento da Ordem para a Arquidiocese de Toledo do Arcebispo Marcelo Cardeal González Martín.
Em 9 de dezembro de 2004, o Papa João Paulo II o nomeou Bispo de Tarazona. O núncio apostólico na Espanha, Dom Manuel Monteiro de Castro, o consagrou bispo em 9 de janeiro de 2005; Os co-consagradores foram o Arcebispo de Saragoça, Elías Yanes Álvarez, e o Arcebispo de Madrid, Cardeal Antonio María Rouco Varela.
Em 18 de fevereiro de 2010, o Papa Bento XVI o nomeou ao Bispo de Córdoba.
O Papa Francisco o nomeou membro da Congregação para as Causas dos Santos em 11 de janeiro de 2018.